# Molí de les Besses
El Molí de les Besses és un molí fariner del municipi de Cervià de les Garrigues (Garrigues) que forma part de l'Inventari del Patrimoni Arquitectònic de Catalunya. Està situat a 3 km del nucli del municipi i a uns 600 metres del poblat i l'ermita de les Besses a sota de la pista que enllaça Cervià amb l'Albagés. Està situat en una zona amb un encant gràcies a la presència del riu Set i una gegantesca arbreda. Per arribar cal seguir la carretera que va de Cervià de les Garrigues vers l'Albagés; un cop fets uns 3 kilòmetres, surt una pista que porta al molí.

## Descripció
El molí de les Besses és un clar exemple dels molins cuber dels segles XIII-XIV típic de la Catalunya Nova amb un cup vertical darrere l'edifici, per tal d'augmentar el desnivell de l'aigua. Presumiblement són les restes més velles de tota la comarca de les Garrigues. La seva planta baixa estava formada per dues cambres separades per una paret mitjanera de pedra i un arc. L'altra cambra és coberta per una gran volta apuntalada de 5,5 metres d'alçada. També hi podem distingir una escala feta amb pedra, d'una alçada de 2,25 metres. En un nivell inferior, cobert per una volta, s'hi troba el cacau i en la part posterior del molí, hi ha un pou de 150 cm de diàmetre per 6,50 metres de profunditat emprat per conduir la seva aigua al cacau i posar en marxa tota la maquinària superior.
Les restes medievals encara es conserven gairebé intactes, mig amagades, a l'interior d'una construcció que s'hi feu al davant i al damunt en època moderna. Dins de les ruïnes modernes s'ha conservat una volta, lleugerament apuntada, que servia per aixoplugar les moles. Darrere hi ha un mur, una mica més alt, que separava la sala de les moles de l'espai on hi havia els cups i la bassa. A continuació es pot veure un dels cups o pous del molí; té un diàmetre de 160 centímetres i una profunditat de gairebé 7 metres. El molí va ser bastit amb carreus grans, ben escairats i ben col·locats en filades. El casal modern es va construir aprofitant algunes estructures del molí medieval. Consta de planta baixa i dos pisos. Les obertures són escasses, petites i de forma rectangular.

## Història
A la carta de poblament concedida l'any 1225 per part d'Arnau Punyet i la seva dona Marquesa a cinc famílies per tal que poblessin el lloc de Besses, s'esmentava el castell i també el molí del lloc. Els senyors del lloc deien que si aquests habitants volien edificar, dins el terme del poble, un molí, ho podien fer, pagant-ne les despeses; a més, havien de donar als senyors del lloc l'onzena part dels beneficis i es reservaven un dia a la setmana per a poder moldre en aquest molí.